# Poppaea Sabina
 Poppaea Sabina (* ca. 30/32 n. Chr. in Pompeji; † Sommer 65 n. Chr. in Rom) war die zweite Frau des römischen Kaisers Nero.

## Herkunft

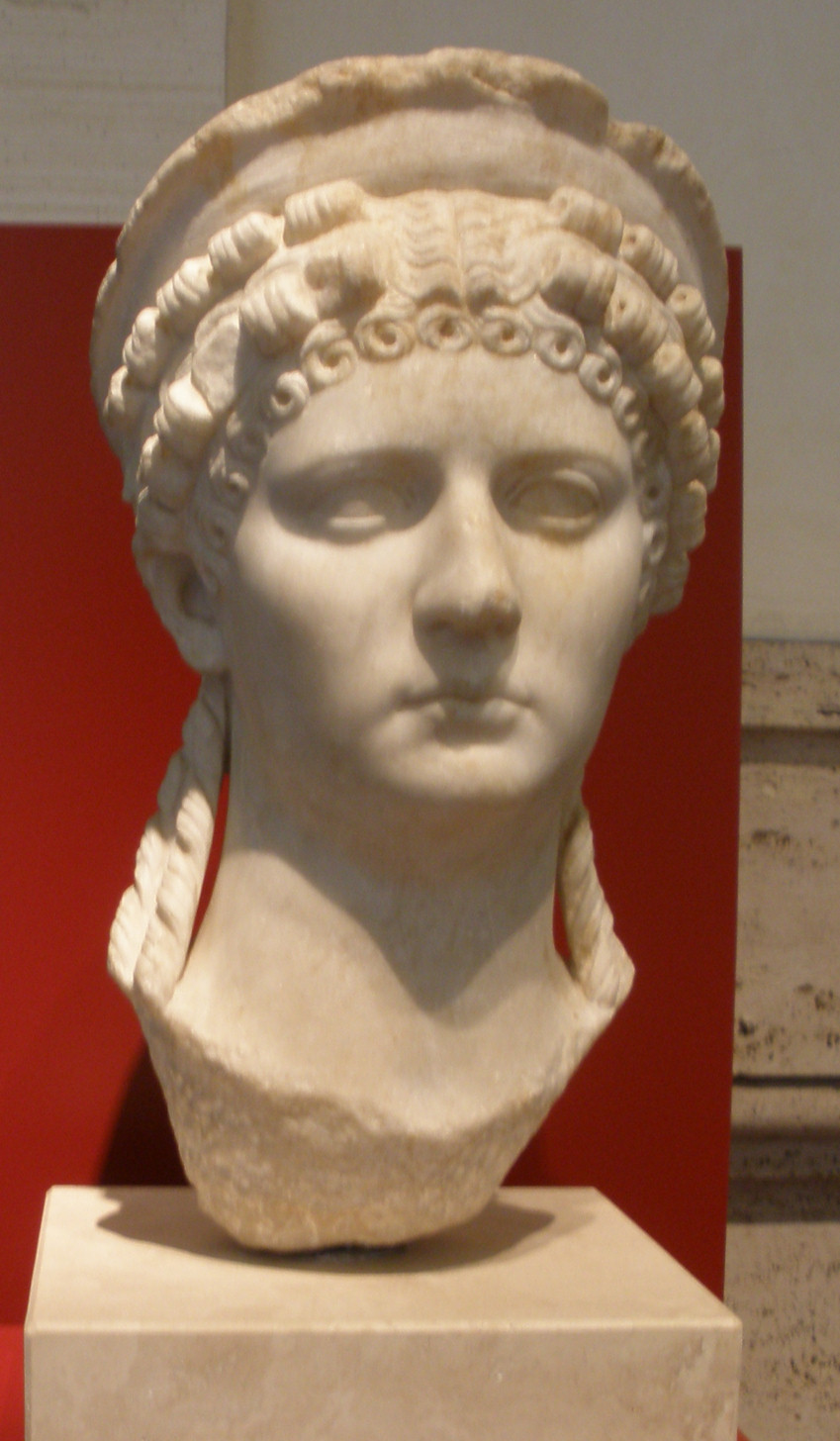
Büste der Poppaea Sabina

Poppaea Sabina, geboren in Pompeji, war Tochter des Titus Ollius aus Picenum und der älteren Poppaea Sabina. Ihr Vater war befreundet mit dem Prätorianerpräfekten Seian, der unter Kaiser Tiberius jahrelang der mächtigste Mann im Reich war. Seians Sturz im Jahre 31 bedeutete für Titus Ollius, der nie über das Amt des Quästors hinauskam, ebenfalls den Untergang.
Seine Tochter, die bis dahin den Namen Ollia trug, nahm später den Namen ihres Großvaters mütterlicherseits an – Gaius Poppaeus Sabinus, Konsul des Jahres 9 und 26 für einen Sieg über die Thraker mit den Triumphinsignien ausgezeichnet.

## Ehen

### Erste Ehe: Rufrius Crispinus
Poppaea heiratete zunächst den Prätorianerpräfekten Rufrius Crispinus aus ritterlichem Stand. Im Jahr 47 wurde der zweimalige Konsul Valerius Asiaticus auf Beschuldigung der Kaiserin Messalina durch den berüchtigten Suillius angeklagt, er habe mit Poppaeas Mutter einst Ehebruch getrieben. Claudius schickte seinen Prätorianerpräfekten Rufrius, den Schwiegersohn der Beschuldigten, nach Baiae, um den Angeklagten gefangen zu nehmen und ihn nach Rom zu bringen. Asiaticus wurde zum Selbstmord gezwungen, Poppaeas Mutter von Messalina durch Drohungen ebenfalls in den Selbstmord getrieben, all dies laut Tacitus ohne Wissen des Kaisers. Rufrius Crispinus wurde vier Jahre später von Neros Mutter Agrippina seiner Stellung als Prätorianerpräfekt enthoben und durch Sextus Afranius Burrus ersetzt, weil sie den Präfekten „dem Andenken der Messalina und deren Kindern ergeben“ glaubte.
Im Jahr 58 ließ sich Poppaea von Rufrius Crispinus scheiden. Später wurde Rufrius Crispinus im Jahr 65 im Rahmen der Pisonischen Verschwörung gefangen genommen und ins Exil geschickt, wobei Tacitus auch persönliche Motive Neros für diese Verbannung andeutet.
Einen vermutlich um das Jahr 51 (oder etwas später) geborenen Sohn aus dieser Ehe, der wie sein Vater Rufrius Crispinus hieß, ließ Nero noch als Knaben ertränken.

### Zweite Ehe: Otho
Laut Tacitus ging Poppaea bereits während der Ehe mit Crispinus ein Verhältnis mit Otho, dem Freund Neros und späteren Kaiser, ein und heiratete ihn nach der Scheidung von Crispinus.
Otho war so leichtsinnig, Nero gegenüber die Vorzüge seiner Frau zu preisen. Auch Poppaea machte sich erfolgreich daran, die Begierde des Fürsten durch geschickte Verführung und Verweigerung zu reizen. Schließlich wurde Otho von den Vertraulichkeiten ausgeschlossen und von Nero weit weg von Rom als Statthalter nach Lusitania (Portugal) geschickt.
Etwas anders wird die Geschichte bei Plutarch überliefert. Hier ist Otho ursprünglich nur ein Strohmann Neros, der sich in Poppaea verliebt hatte. Da er aber noch mit Octavia verheiratet war und zudem seine Mutter fürchtete, habe er Otho vorgeschickt. Otho aber wollte Poppaea nach erfolgter Hochzeit nicht mit Nero teilen; auch spielte Poppaea ihr eigenes Spiel, war Nero als Liebhaber gegenüber nicht abgeneigt, wollte sich auf eine Hochzeit mit Nero aber nicht einlassen. Wider aller Erwarten kam Otho in diesem Beziehungsgeflecht nicht zu Tode, sondern wurde auf Anraten Senecas nach Lusitanien geschickt.

### Dritte Ehe: Nero
Im Jahr 59 erglühte Nero in „täglich heftigerer Liebe zu Poppaea“, die aber, „solange Agrippina lebte, die Ehe mit ihm und seine Scheidung von Octavia nicht hoffen konnte.“ Poppaea trieb also Nero durch Spottreden massiv dazu an, sich von seiner Mutter unabhängig zu machen, und setzte Nero, in Übereinstimmung mit dem Hof, unter Zugzwang. Womit niemand gerechnet hatte: Nero selbst sah offenbar keine andere Möglichkeit, sich von seiner Mutter zu befreien, als sie im März 59 ermorden zu lassen.
Erst nachdem die einflussreichen Berater Burrus und Seneca im April 62 kaltgestellt waren, setzte Poppaea endlich durch, dass sich Nero unter dem Vorwand, sie sei unfruchtbar, von Octavia scheiden ließ. Nero verband sich nun offiziell mit Poppaea, die der Octavia Sklavenliebschaft mit dem alexandrinischen Flötenspieler Eucerus vorwerfen ließ. Tigellinus betätigte sich hierbei als williger Mithelfer. Die Ehe mit Nero wurde offiziell geschieden, Octavia später nach Kampanien verbannt. Doch scheint die negative Reaktion des Volkes auf diese Maßnahme so eindringlich gewesen zu sein, dass Nero Octavia als seine Frau zurückholte.
Poppaea, die inzwischen ihre Schwangerschaft bemerkt hatte, brachte Nero jedoch dazu, Octavia einen weiteren Ehebruch zu unterstellen. Octavia wurde auf die pontinische Insel Pandateria verbannt und dort am 7. Juni 62 ermordet. „Ihr Haupt wurde abgeschnitten und in die Stadt gebracht und Poppaea betrachtete es.“
Zwölf Tage nach der Scheidung von Octavia heiratete Nero Poppaea.

#### Die Tochter: Claudia Augusta
Wohl am 21. Januar 63 kam in Antium, dem Geburtsort auch Neros, eine Tochter zur Welt, von Nero Augusta genannt, nachdem er bereits Poppaea den Titel Augusta verliehen hatte. Zur Feier wurden Dankgebete gesprochen, der Fruchtbarkeit ein Tempel gelobt, ein Kampfspiel nach dem Muster der actischen Feier und weitere Festlichkeiten beschlossen. Doch schon im vierten Lebensmonat starb die Tochter.

„Nun erhoben sich von neuem die Schmeicheleien derer, welche die Ehre einer Göttin, ein Opfertisch, Tempel und einen Priester für sie beantragten. Auch Nero selbst benahm sich, wie in der Freude, so im Grame ohne Maß.“

## Persönlichkeit

### Aussehen
Poppaea galt – wie bereits ihre Mutter – als eine der schönsten Frauen ihrer Zeit. Ihr Haar war laut Plinius rotgolden, ihre Haut war weiß, was sie durch das Baden in Eselsmilch weiter zu fördern suchte.
Von Poppaea sind aufgrund der nach Neros Tod einsetzenden damnatio memoriae nur wenige Statuen oder Porträts erhalten, die ihr zudem oft auch nur unsicher zugeordnet werden können. Ihr Bild ist vor allem durch Münzen überliefert.

### Bildung und Sprache
Poppaea hatte offenbar eine für eine Frau der damaligen Zeit recht gute Ausbildung. In einem zeitgenössischen Epigramm wird sogar ihre Weisheit („sophia“) gelobt. Dass dies nicht vollständig als die übliche Schmeichelei gegenüber einer Kaiserin verbucht werden kann, zeigt das Urteil des Tacitus, der sonst nur wenig Schmeichelhaftes von Poppaea berichtet, ihr aber eine freundliche Rede und einen nicht ungebildeten Verstand zugesteht.
Tacitus, der uns ihre Sprechweise sehr anschaulich überliefert, hebt besonders ihre kokette, in Frageform gekleidete, Ironie hervor. Er zitiert sie wörtlich, ganz als ob er Briefe gekannt hätte, die sie in den Jahren 59 und 62 an Nero schrieb:

„Denn warum würde die Vermählung mit ihr aufgeschoben? Gewiß mißfalle ihre Gestalt und die triumphgeschmückten Ahnen, oder fürchte man etwa ihre Fruchtbarkeit und ihren geraden Sinn?“

„Was sei denn übrigens ihr Vergehen? Womit habe sie denn irgendwen beleidigt? Etwa damit, daß  sie den Penaten der Cäsaren einen echten Sprößling geben würde? Wolle denn das Römervolk es lieber, daß  der Nachwuchs eines ägyptischen Flötenspielers zu kaiserlicher Hoheit gelange?“

### Charakter und Gewohnheiten
Poppaeas Ruf war von Wolllüstigkeit und Berechnung bestimmt, sie trat auf mit halb verschleiertem Gesichte, „um dem Auge nicht volle Befriedigung zu gewähren“, vielleicht auch nur, um sich die vornehme Blässe zu erhalten, für die sie berühmt war. Auf ihren Ruf nahm sie keinerlei Rücksichten und verfolgte ihren eigenen Vorteil, wenn sie ihre Sinnlichkeit einsetzte. Allein auf ihre Schönheit verwandte sie größte Mühe und äußerte den Wunsch, „sterben zu dürfen, ehe sie verblühe“.
Mal schmeichelte sie Nero und lobte seine Schönheit, mal machte sie ihm Vorwürfe, nannte ihn „unmündig“ und „unfrei“. Ihr Zorn und ihre Grausamkeit waren gefürchtet. Ihr Tod war „für alle erfreulich, die sich ihrer Unkeuschheit und Grausamkeit erinnerten.“

### Reichtum, Luxus und kosmetische Raffinessen
Von ihrem Vermögen wusste Tacitus zu berichten, dass es der Berühmtheit ihrer Gens entsprach. Unter anderem setzte sie es ein, um ihrer ohnehin luxuriösen Körperpflege noch einen besonderen Akzent zu geben. So führte sie üblicherweise immer 500 frisch gefohlt habende Eselinnen mit, in deren Milch sie badete, um der Haut Blässe und Straffheit zu verleihen. Den Eseln aber ließ sie Fußfesseln aus Gold anlegen. Der Satiriker Juvenal machte sich in seiner berühmten Frauensatire über diese luxuriöse Marotte der Poppaea lustig.
Noch Cassius Dio prangerte ihren verschwenderischen Aufwand an:

„Was diese Frau an beispiellosem Luxus sich erlaubte, soll in aller Kürze zusammengefassend dargestellt werden: Sie ließ die Maultiere, die ihren Wagen zogen, mit vergoldeten Schuhen versehen und fünfhundert Eselinnen, die eben gefohlt hatten, täglich melken, um sich in ihrer Milch baden zu können.“

## Religiosität

### Astrologen
Obgleich schon so mancher Römer wegen Astrologie verurteilt und verbannt wurde, hielt sich Poppaea einen ganzen Stab von Astrologen und ihre Neigung zur Sternkunde war wohl öffentlich bekannt und geduldet. Der Astronom und Epigrammatiker Leonidas von Alexandria schenkte Poppaea zum Geburtstag einen Himmelsglobus:

„Nimm zum Geburtstag als Gabe dies Abbild des Himmelsgewölbes
gnädig vom Sohne des Nils, deinem Leonidas, an,
Kaiserin, Gattin des Zeus, Poppaea! Erfreu dich des Globus,
den du durch deinen Gemahl wie durch dein Wissen verdient.“

### Poppaea und die Juden
Der Jude Flavius Josephus berichtet in seinen Jüdischen Altertümern, dass Agrippa II. im Jahr 62 in Jerusalem ein hohes Gebäude errichtet hatte, von dem aus man den Tempel beobachten konnte. Die „Vornehmen“ der Stadt erbauten nun eine Mauer, die den Einblick verhinderte, allerdings auch den Römern die Kontrolle versperrte. Als der Statthalter Festus die Mauer niederreißen lassen wollte, erwirkten die vornehmen Bürger die Erlaubnis, eine Abordnung nach Rom zu schicken, um die Angelegenheit Nero vorzutragen. Ergebnis der erteilten Audienz war das Zugeständnis, das Bauwerk erhalten zu dürfen, was Nero der Poppaea zuliebe gestattete, denn sie war laut Josephus „eine gottesfürchtige Frau“, die sich deshalb für die Juden einsetzte. Allerdings behielt Poppaea Hohepriester Ismael und den Tempelschatzmeister Helkias aus der Delegation als Geiseln zurück.
In seiner wenig später entstandenen Selbstbiographie berichtet Josephus von einem persönlichen Treffen mit Poppaea, bei der er die Freilassung einiger inhaftierter Priester erwirkte und von ihr noch reichlich beschenkt wurde.

## Tod und Damnatio memoriae
Die antiken Zeugnisse stimmen darin überein, dass Poppaea während der vorgezogenen Neronia im Sommer 65 an einem Fußtritt Neros starb. Nero hatte – wohl im Streit, nachdem Poppaea ihm Vorhaltungen gemacht hatte – die Schwangere getreten, auch wenn es Gerüchte über einen Giftmord gab.
Der Leichnam Poppaeas wurde, entgegen der Tradition, nicht verbrannt, sondern einbalsamiert und im Augustusmausoleum beigesetzt. Nero hielt während der Leichenfeier die Grabrede und lobte ihre Schönheit und erinnerte daran, dass sie „eines göttlichen Kindes Mutter gewesen sei“.
Nero versuchte, sich nach dem Verlust der Poppaea Ersatz zu schaffen, nahm zunächst eine ihr gleichende Frau zu sich, später einen Freigelassenen namens Sporus, den er kastrieren ließ und an Stelle seiner verstorbenen Frau hielt. Nach Cassius Dio wurde Sporus von Nero „Sabina“ genannt. Sporus trug das Ornat der Kaiserinnen. Es kam gar zur förmlichen Heirat, die Tigellinus, der Prätorianerpräfekt Neros, besorgte.
Nach dem Tod Neros im Juni 68 fiel auch das Andenken der Poppaea der damnatio memoriae anheim. Doch zu Beginn des Jahres 69 ließ der soeben zum Kaiser ausgerufene Otho „auch jetzt nicht einmal seine Liebeständel vergessend, die Bildsäulen der Poppaea durch einen Senatsbeschluß wieder aufrichten.“

## Künstlerische Gestaltungen
- In der Tragödie Octavia, angeblich von Seneca, wohl aber von einem Schüler des Stoikers verfasst, wird ihre Schönheit hervorgehoben,[53] Poppaea selbst tritt als Rolle auf.

- Poppaeas Aufstieg zur Kaiserin inspirierte Claudio Monteverdi zur Oper L’incoronazione di Poppea.

- Poppaea tritt in zwei Opern Georg Friedrich Händels auf, in Agrippina und Nero, wobei von letzterer die Musik nicht erhalten ist.

- Im Monumentalfilm Quo Vadis? spielt die Schauspielerin Patricia Laffan eine sehr berechnende Poppaea, die Neros mentale Unsicherheit zur Förderung ihrer eigenen Ambitionen ausnützt. Entgegen der Geschichte stirbt sie nicht als Schwangere; vielmehr wird sie, als am Ende des Films durch den Aufruhr über den Mord an den Christen eine Revolte ausgebrochen ist, von Nero, der sie für den Verlust seiner Herrschaft verantwortlich macht, erwürgt.